# Малый ежовый тенрек
Малый ежовый тенрек, или малый тенрек, или иглистый тенрек Тельфера (лат. Echinops telfairi) — вид млекопитающих из семейства тенрековых, единственный в роде малых тенреков (Echinops). Видовое название дано в честь ирландского ботаника Чарльза Тельфера (1778—1833).

## Описание
Малый ежовый тенрек внешне напоминает большого ежового тенрека. Окраска животных варьирует от бледно-серого до тёмно-серого цвета. Спина покрыта иглами, окраска которых также может варьировать. Брюхо и лапы покрыты тонкими волосами, которые могут быть почти белёсыми. Морда длинная и острая, уши относительно большие. Животные достигают длины от 13 до 18 см, рудиментарный хвост длиной 1 см. Вес составляет от 100 до 230 г, в среднем 140 г.

## Распространение
Иглистый тенрек Тельфера является эндемиком Мадагаскара. Его жизненное пространство — это сухие лиственные леса на западе и полупустыни, поросшие колючим кустарником и суккулентами, на юго-западе.

## Образ жизни
Это преимущественно наземные жители, однако, могут хорошо лазать, используя хвост как опору. Активны ночью, проводя день в дуплах деревьев или норах. Поиски корма ведут в одиночку. Спят, плотно прижавшись друг к другу, образуя единый шар.
В сухой сезон — с мая по сентябрь — когда ассортимент питания сокращается, они могут впасть в оцепенение, длящееся от 3 до 5 месяцев. Самцы часто очень агрессивно реагируют по отношению друг к другу, однако, по отношению к самкам они ведут себя терпимее. Иногда можно наблюдать пары, которые проводят сухой сезон вместе.
Это преимущественно плотоядные животные, их питание состоит из насекомых и мелких позвоночных животных, питаются также плодами[уточнить].

## Размножение
Спаривание происходит в октябре, вскоре после окончания сухого сезона. За неделю до рождения самка начинает сооружать гнездо. После примерно 60—68-дневного периода беременности самка рожает до 10-и (в среднем 7) детёнышей. Они слепые и безволосые при рождении, длиной 50 мм и весом от 8 до 10 г. Глаза открываются через 7—9 дней, в возрасте 10-и дней они следуют за матерью ко входу гнезда. С 14-го дня они принимают твёрдый корм, примерно в возрасте одного месяца они становятся самостоятельными. Половая зрелость наступает после первого сухого сезона. Продолжительность жизни в неволе составляет 13 лет.